# Ingemar Hedberg
Ingemar Harald Robert Hedberg (ur. 8 marca 1920 w Örebro, zm. 19 maja 2019 w Sztokholmie) – szwedzki kajakarz.
W swoim jedynym występie na letnich igrzyskach olimpijskich w Helsinkach w 1952 roku zdobył srebrny medal w parze z Larsem Glassérem na dystansie 1000 metrów. W swoim dorobku ma także trzy złote medale mistrzostw świata.